# L'Unique et sa propriété
Pour les articles homonymes, voir Unique.
L'Unique et sa propriété (Der Einzige und sein Eigentum) est un essai philosophique antilibéral, œuvre principale de Max Stirner, publié en octobre 1844.
Ce recueil de textes est un réquisitoire radical contre toutes les puissances supérieures auxquelles l'individu aliène son « Moi ». L'auteur exhorte chacun à s'approprier ce qui est en son pouvoir, indépendamment des diverses forces d'oppression extérieures à l'individu : l'État, la religion, la société, l'humanité.
L'ouvrage connaît un grand retentissement à sa sortie avant de tomber dans l'oubli pendant un demi-siècle.  C'est seulement dans les années 1890 qu'il connaît une renaissance grâce au travail du poète libertaire allemand John Henry Mackay qui rédige la seule biographie de référence de l'auteur et en fait le père de l'anarchisme individualiste.

## Historique
L'ouvrage est composé de vingt cahiers de 16 pages chacun, ce qui lui permettait d'échapper à la rigueur de la censure.

## Argument

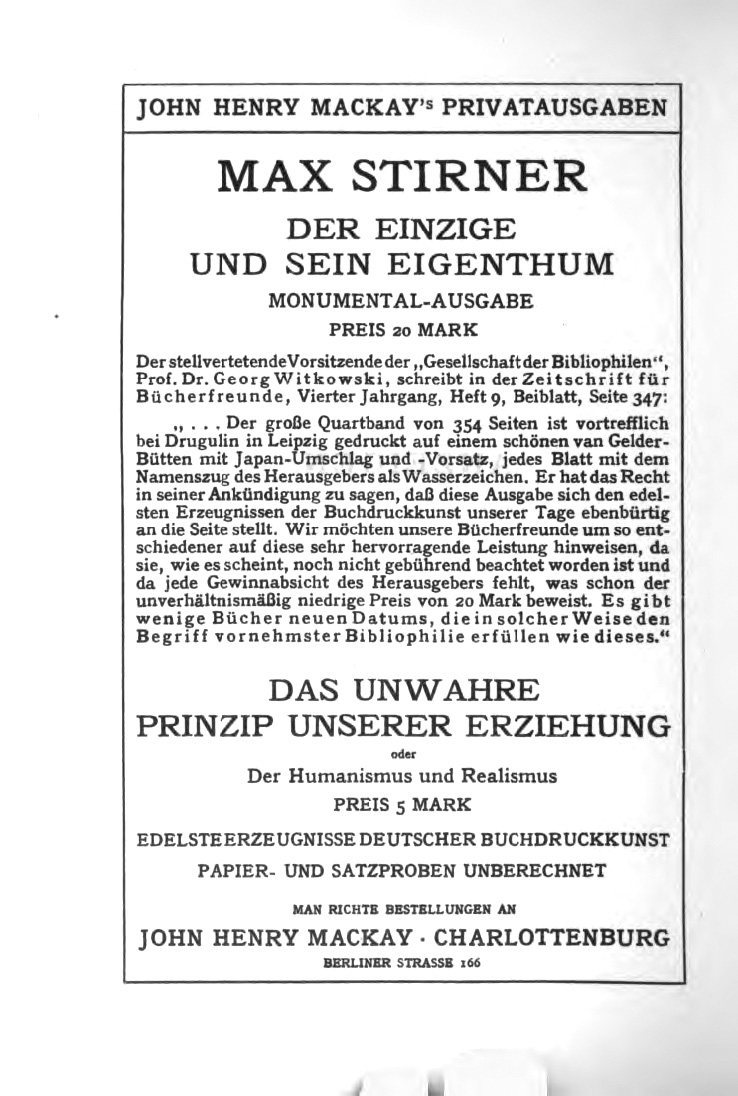
Version de 1914 publiée à Berlin

Pour Max Stirner, l'Unique/le « Propriétaire » ne peut être la propriété de qui ou de quoi que ce soit. Il ne peut donc être la propriété de l'État, y compris de l'État démocratique. Pour lui, le libéralisme politique conduit à l'esclavage du « Moi » et le libéralisme social, à la nationalisation des propriétés, c'est-à-dire au vol de ce qui appartient au « Moi ».
Par ce « Moi unique », Stirner entend se hisser au-delà de toute détermination sociale, prolétaire ou bourgeoise. Il ne propose pas de transformer le monde conformément à un idéal, mais d'agir avec lui selon son propre intérêt : à l'idéalisme doit succéder l'égoïsme. Comment devenir ce « Moi égoïste » ? En évacuant tout ce qui ne m'appartient pas en propre, qui m'est extérieur, autant dire le « sacré » : Dieu, État, Église, religion, autorité, morale, liberté, vérité, justice, humanité. Et les « sentiments donnés » tel que la conscience, la famille, le mariage, l'abnégation, le dévouement, la loi, le droit divin, la piété, l'honneur, le patriotisme, etc.

### Association des Égoïstes
C'est l'Unique qui est propriétaire de toute chose, et il ne peut être dépossédé. C'est pourquoi Stirner affirme que l'organisation sociale ne peut être basée que sur une Association des Égoïstes, tous souverains, qui n'ont d'autre objectif que celui d'être ce qu'ils sont. L'association contractuelle et contingente ne permettant à chaque individu que de réaliser ce que sa puissance seule ne peut accomplir :

« Personne n'est pour Moi un objet de respect ; mon prochain, comme tous les autres êtres, est un objet pour lequel j'ai ou je n'ai pas de sympathie, un objet qui m'intéresse ou ne m'intéresse pas, dont je puis ou dont je ne puis pas me servir. S'il peut m'être utile, je consens à m'entendre avec lui, à m'associer avec lui pour que cet accord augmente ma force, pour que nos puissances réunies produisent plus que l'une d'elles ne pourrait faire isolément. Mais je ne vois dans cette réunion rien d'autre qu'une augmentation de ma force, et je ne la conserve que tant qu'elle est ma force multipliée. Dans ce sens-là, elle est une - association. »

## Structure
La structure de l’ouvrage est à la fois simple et déroutante. L’essai se compose de deux parties, L’Homme, qui passe en revue l’évolution des idées morales, et donc de la contrainte sociale depuis les Anciens jusqu’aux Modernes, et Moi, qui examine la Particularité, le Propriétaire, et conclut avec L’Unique.
En première partie, Stirner étudie l’histoire des croyances, et la relation de l’homme à la religion, à l’autorité, à son créateur supposé. Pour l'auteur, toutes ces entités auprès desquelles l’homme choisit de se plier, Dieu, religion, société, morale, État, sont fictives et n’existent que dans son imagination. Selon lui, l’humanisme, athée ou non, n'est qu'une métamorphose de la religion chrétienne. L’Homme a remplacé Dieu et, ce faisant, a fondé une entité abstraite, qui est supposée être Moi, mais existe en dehors de Moi. Le Moi abstrait, ce n’est pas Moi. Ce déplacement du Sacré ne nous rend pas plus libres, au contraire.
Dans la deuxième partie, Stirner échafaude son nouveau système de perception, sa nouvelle conception du monde. Il prône l’égoïsme, le primat de la volonté individuelle, le Moi au-dessus de tout, et surtout il abat cette entité fictive qu’on appelle l’Homme. La vie en société devrait être fondée sur des accords tacites et révocables, une association d’individus la moins contraignante possible.
La force et la cohérence de L’Unique, c’est le refus de l’esprit de système. Stirner abat l'une après l'autre les armatures oubliées de notre système de perception, ces armatures jamais remises en cause qui nous font progressivement tout accepter, puisque l’Abstrait, l’Idéalisé, ont finalement toujours dans notre monde une puissance et une légitimité plus grandes que l’individu : l’État, l’entreprise, la religion, la famille, la victime, le bourreau… Nous vivons entourés de fantômes, mais nous ne les voyons plus.

### Plan
Sommaire de la traduction de Henri Lasvignes (édition La Table Ronde, 2006)
Je n'ai mis ma cause en rien
Première partie — L'Homme
I. Une vie humaine
II. Anciens et modernes
1. Les Anciens
2. Les Modernes
§ 1. L'Esprit
§ 2. Les possédés
Le spectre
La félure
§ 3. La hiérarchie
3. Les hommes libres 
§ 1. Le libéralisme politique
§ 2. Le libéralisme social
§ 3. Le libéralisme humain
Deuxième partie — Moi
I. La propriété
II. Le propriétaire
1. Ma Puissance
2. Mes Relations
3. Ma Jouissance personnelle
III. L'Unique
Sommaire de la traduction de Pierre Gallissaires et André Sauge (édition BIBLIOTHÈQUE L'AGE D'HOMME, 1972)
J'ai fondé ma cause sur rien
Première section. L'HOMME
I. — Une vie d'homme
II. — Anciens et modernes
1.— Les anciens
2. — Les modernes
§ 1 — L'Esprit
§ 2 — Les possédés
§ 3.— Le règne du sacré ou la hiérarchie
3. — Les hommes libres 
§ 1. — Le libéralisme politique
§ 2. — Le libéralisme social
§ 3. — Le libéralisme humain
Deuxième section. MOI
I. — La particularité
II. — Le propriétaire
1. — Mon pouvoir
2. — Mes rapports
3. — Ma jouissance personnelle
III. L'Unique
Sommaire original en allemand
Ich hab' mein' Sacht' auf Nichts geftellt
Erfte Abtheilung. Der Menfch.
I. Ein Menschenleben
II. Menschen der alten und neune Zeit
1. Die Alten
2. Die Neuen
§. 1. Der Geist
§. 2. Die Befeffenen
§. 3. Die Hierarchie
3. Die Freien
§. 1. Der politifche Liberalismus
§. 2. Der faciale Liberalismus
§. 3. Der humane Liberalismus
Zweite Abtheilung. Ich.
I. Die Eigenheit
II. Der Eigner
1. Meine Macht
2. Mein Berfehr
3. Mein Gelbftgenuß
III. Der Einzige

## Citations
- Tout vagabondage déplaît [...] au bourgeois, et il existe aussi des vagabonds de l'esprit, qui, étouffant sous le toit qui abritait leurs pères, s'en vont chercher au loin plus d'air et plus d'espace. Au lieu de rester au coin de l'âtre familial à remuer les cendres d'une opinion modérée, au lieu de tenir pour des vérités indiscutables ce qui a consolé et apaisé tant de générations avant eux, ils franchissent la barrière qui clôt le champ paternel et s'en vont, par les chemins audacieux de la critique, où les mène leur indomptable curiosité de douter.
- Tout État est une tyrannie, que ce soit la tyrannie d'un seul ou de plusieurs.
- Dieu et l'humanité ne se préoccupent de rien, de rien que d'eux-mêmes. Laissez-moi donc, à mon tour, m'intéresser à moi-même, moi qui, comme Dieu, ne suis rien pour les autres, moi qui suis mon tout, moi qui suis l'unique.
- La liberté ne peut être que toute la liberté ; un morceau de liberté n'est pas la liberté.
- Lorsqu'une association s'est cristallisée en société, elle a cessé d'être une association, vu que l'association est un acte continuel de ré-association. Elle est devenue une association à l'état d'arrêt, elle s'est figée. [...] Elle n'est plus que le cadavre de l'association ; en un mot, elle est devenue société, communauté.
- Désormais, tout droit que ne concède pas le Monarque État est une « usurpation », tout privilège qu'il accorde devient un « droit ».
- La force est une belle chose, et utile dans bien des cas, car « on va plus loin avec une main pleine de force qu'avec un sac plein de droit ». Vous aspirez à la liberté ? Fous ! Ayez la force, et la liberté viendra toute seule. Voyez : celui qui a la force est « au-dessus des lois » !
- En abolissant la propriété personnelle, le communisme ne fait que me rejeter plus profondément sous la dépendance d'autrui, autrui s'appelant désormais la généralité ou la communauté. Bien qu'il soit toujours en lutte ouverte contre l'État, le but que poursuit le communisme est un nouvel « État », un statut, un ordre de choses destiné à paralyser la liberté de mes mouvements, un pouvoir souverain supérieur à moi. (...) Désormais toute distinction s'efface, tous étant des gueux, et la société communiste se résume dans ce qu'on peut appeler la « gueuserie » générale.
- Celui qui renverse une de ses barrières peut avoir par là montré aux autres la route et  le  procédé  à  suivre  ;  mais  renverser  leurs  barrières  reste  leur  affaire.
- Je n'ai basé ma cause sur Rien.

## Réception et critiques

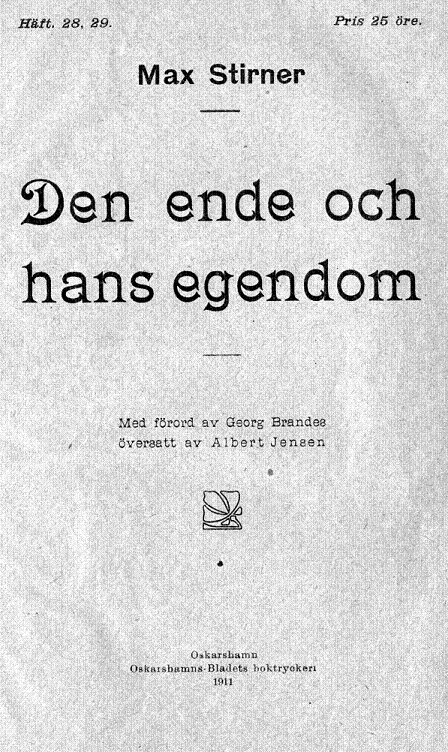
Den ende och hans egendom – édition suédoise de 1911, avec préface par Georg Brandes et postface par Albert Jensen.

Dans l'été 1844, Karl Marx voit encore en Ludwig Feuerbach « le seul penseur qui ait accompli une véritable révolution théorique », mais la parution de L'Unique, au mois d'octobre de la même année, ébranle cette conviction, car il sent très clairement la profondeur et la portée de la critique du texte. Tandis que d'autres, dont Engels, commencent par admirer Stirner, Marx voit en lui, dès le début, un ennemi qu'il convient d'anéantir. Il envisage d'abord d'écrire un compte-rendu critique de L'Unique, mais abandonne ce projet et décide d'attendre la réaction des autres (Feuerbach, Bauer). Dans son pamphlet La Sainte Famille (mars 1845), il épargne donc Stirner. En septembre 1845, parait la critique de L'Unique par Feuerbach et la souveraine réplique de Stirner. Marx, se sent provoqué à intervenir en personne, il interrompt d'importants travaux en cours et se précipite sur L'Unique. Sa critique, intitulée Saint Max, débordante d'invectives contre « la plus pauvre des cervelles philosophiques », devint finalement plus volumineuse que L'Unique lui-même. Toutefois, il semble que, son manuscrit terminé, Marx ait à nouveau hésité dans ses réflexions tactiques et, en fin de compte, la critique de Stirner resta inédite jusqu'en 1903.
Pour Leszek Kołakowski, Stirner, auprès duquel « Nietzsche lui-même paraît faible et inconséquent », est certes irréfutable, mais il faut à tout prix le frapper d'anathème, parce qu'il détruit « le seul outil qui nous permette de faire nôtres des valeurs: la tradition ». La « destruction de l'aliénation » à laquelle il aspire, « le retour à l'authenticité, ne signifierait pas autre chose que la destruction de la culture, le retour à l'animalité... à un statut pré-humain ».
Le jeune Jürgen Habermas, dénonce « l'absurdité de la frénésie stirnerienne » avant de ne plus jamais l'évoquer par la suite.

## Commentaires
Selon l'historien Henri Arvon pour l'Encyclopédie Universalis : « Lors de sa parution, L'Unique et sa propriété sembla sceller la fin de l'hégélianisme. Avec la notion de l'unicité [...] cet ouvrage voulait prouver que la dialectique hégélienne avait épuisé ses possibilités. En faisant dans L'Idéologie allemande (1845) la critique détaillée de Stirner, Marx et Engels soutiennent [...] que le moment est venu de passer de la spéculation à la praxis. Un demi-siècle plus tard, L'Unique est glorifié comme le premier avatar du surhomme nietzschéen. Arraché à l'oubli total dans lequel il était tombé, le livre de Stirner devient le bréviaire des anarchistes individualistes. [...] Stirner apparaît comme un des précurseurs de la philosophie existentielle. L'affirmation de l'unicité est rapprochée de la revalorisation de la personne humaine tentée par l'existentialisme, puisque, chez Stirner, la particularité, loin de passer pour une tare, est tenue pour la marque la plus sûre de l'éminente dignité de l'homme. En mai 1968, Stirner retrouva une nouvelle audience ; par sa notion du néant créateur, il semble avoir frayé le chemin à celle de la créativité. Pour empêcher toute sclérose, il recommande, en effet, à l'Unique une mise en cause perpétuelle, un constant renouvellement, la plongée périodique dans une fontaine de jouvence. »
Pour l'écrivain Yves Pagès : « L’Unique et sa propriété de Max Stirner, classique de l’individualisme du XIXe siècle dans lequel des pouvoirs successifs ont pu voir « un livre trop absurde pour être dangereux », mais qu’un Léon Blum, qu’on ne peut pas confondre avec un dangereux anarchiste, a pu considérer comme l’ouvrage « le plus hardi, le plus descriptif, le plus libre que la pensée humaine a pu imaginer ». De fait, l’appel à la liquidation de l’État au nom de la suprématie de l’individu, telle que l’encourageait Stirner, sera, dans la première moitié de ce siècle, comme la colonne vertébrale de cet humanisme insurrectionnel qui devait être définitivement broyé par les machines stalinienne et nazie. »

## Éditions et rééditions en français
Il existe en français trois traductions de L'Unique et sa propriété.
- La première traduite et préfacée par Robert L. Reclaire, date de 1899 et a été publiée à Paris par Stock, 438 pages, texte intégral, (OCLC 491405626). C'est cette version qui est rééditée chez Pauvert en 1960 (sans la préface), (OCLC 489701844), chez Stock en 1972 et 1978,  (ISBN 9782234008120), (OCLC 802810101), puis en 2017 chez la république des lettres/collection franc-tireur  (ISBN 9782824903514).
  - Éditions de la Table ronde, présentation de Cécile Guérard, 2000, 411 pages,  (ISBN 9782710309963), (OCLC 760627761).
  - Éditions Labor, 2006, 513 pages,  (ISBN 9782804023966), (OCLC 492837640).

- La seconde est celle d'Henri Lasvignes, qui la préface pour les éditions de La Revue blanche en 1900, (OCLC 492474132), reprise aux Éditions Slim en 1948 avec une préface d'E. Armand, texte intégral.

- La dernière en date est due à Pierre Galissaires et André Sauge, publiée par les Éditions L'Âge d'Homme en 1972 et 1988, (OCLC 40262273).

### Anthologie
- Max Stirner, Œuvres complètes, traduit de l'allemand par Pierre Galissaires et André Sauge, Éditions L'Âge d'Homme, Collection Idea, 2012, 440 pages, notice éditeur,  (ISBN 978-2-8251-4138-0).

### Articles
- E. Armand, « Le stirnérisme », Encyclopédie anarchiste, initiée par Sébastien Faure, 1925-1934, texte intégral.
- Arno Münster, « Le moi, l’unique et le néant : Nietzsche et Stirner. Enquête sur les motifs libertaires dans la pensée nietzschéenne », Revue germanique internationale, n°11, 1999, texte intégral.
- Bernd A. Laska, « Comment Marx et Nietzsche ont évincé leur collègue Max Stirner et pourquoi il leur a pourtant survécu », traduit par Pierre Gallissaires, LSR, 30 avril 2001, texte intégral.

### Travaux universitaires
- Albert Lévy, Stirner et Nietzsche, thèse présentée à la Faculté des Lettres de l'Université de Paris, Société nouvelle de librairie et d'édition, 1904, texte intégral

## Conférence
- Michel Onfray, Stirner, un roman solipsiste, Université populaire de Caen, 58 minutes, mars 2008, écouter en ligne.

### Wikisources
- traduction par Robert L. Reclaire de 1900
- traduction par Henri Lasvignes de 1900